# Platystemon kalifornijski

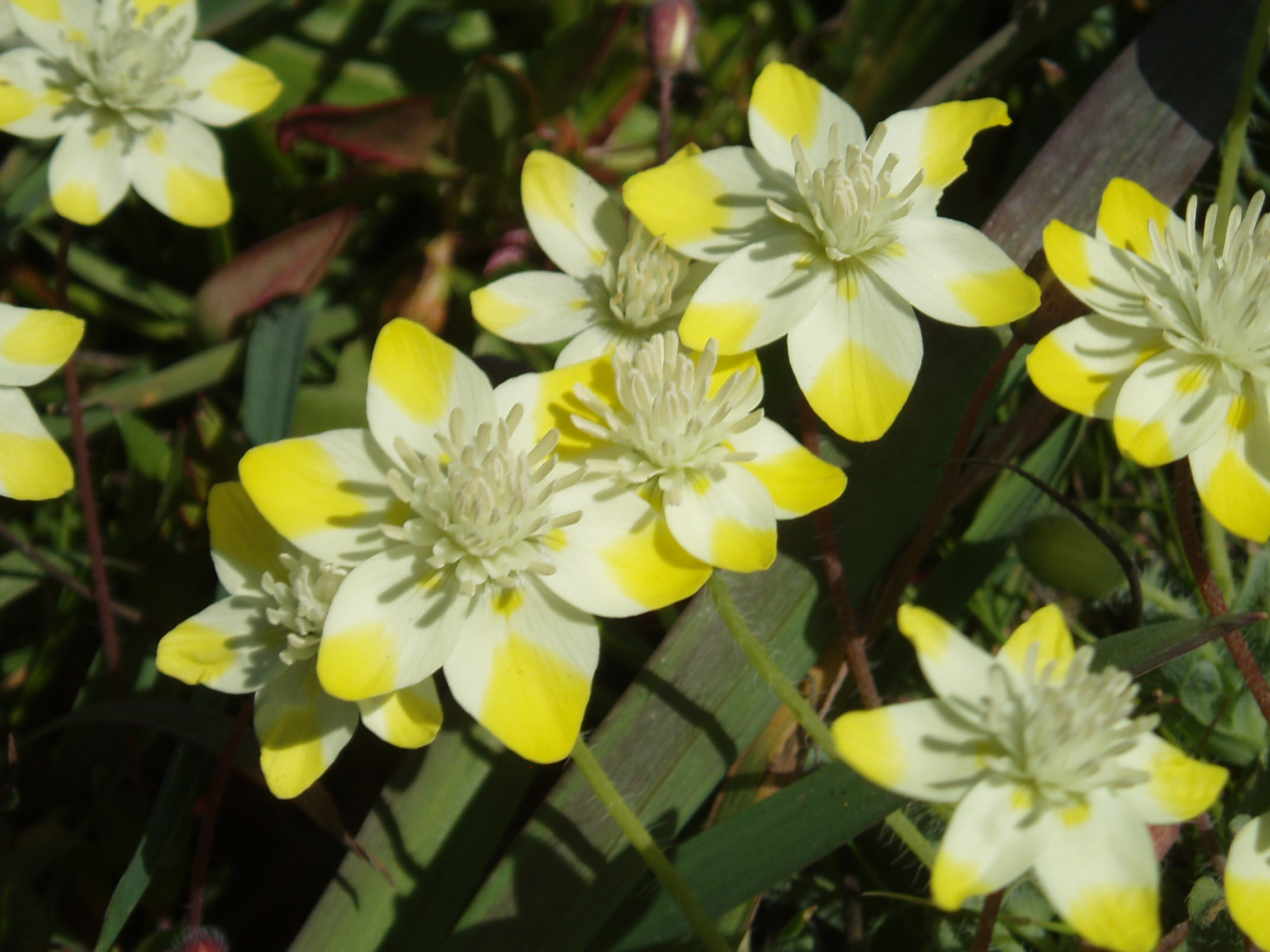
Platystemon californicus

Platystemon kalifornijski (Platystemon californicus Bentham) – gatunek roślin z rodziny makowatych, reprezentujący monotypowy rodzaj Platystemon. Występuje w południowo-zachodniej Ameryce Północnej – od Oregonu na północy po Kalifornię Dolną na południu, na wschodzie po Utah i Arizonę. Rośliny te występują na murawach nad klifami oraz w miejscach suchych, często po pożarach. Gatunek ten uprawiany jest jako roślina ozdobna.

## Morfologia
PokrójRośliny jednoroczne zwykle z luźno owłosioną, ulistnioną łodygą, osiągające do 30 cm wysokości.
LiścieSiedzące, wyrastają w okółkach lub naprzeciwlegle. Blaszka liściowa szeroko lancetowata, niepodzielona.
KwiatyPojedyncze, o średnicy do 4 cm. wyrastają na szczycie pędu lub w kątach liści. Działki kielicha 3. Płatków 6, rzadko więcej, żółtych lub białawych. Pręciki liczne w wielu okółkach, z nitkami spłaszczonymi. Słupek górny, zbudowany z 6 lub większej liczby owocolistków. Zalążnia z niemal zamkniętymi, oddzielnymi komorami tworzonymi przez poszczególne owocolistki.
OwoceWzniesione lub zwisające torebki rozpadające się po dojrzeniu na jednonasienne segmenty.

## Systematyka
Pozycja systematyczna według Angiosperm Phylogeny Website (aktualizowany system APG IV z 2016)
Gatunek z  monotypowego rodzaju z plemienia Papavereae, podrodziny Papaveroideae, rodziny makowatych Papaveraceae, do rzędu jaskrowców (Ranunculales) i wraz z nim do okrytonasiennych.